# تینا توینه
کریستینا «تینا» توینه (به آلمانی: Tina Theune) (زادهٔ ۴ نوامبر ۱۹۵۳،کلوه، نوردراین-وستفالن، آلمان) معلم وزش آلمانی و بازیکن پیشین تیم ملی فوتبال زنان آلمان است. پس ازدواجش نام خانوادگی 'توینه مایر' را تا زمان طلاقش در سال ۲۰۰۸ همراه نام خود داشت.

## زندگینامه
تینا در یک خانوادهٔ ورزشی به دنیا آمد. پدر او ورزشکار دو و میدانی بود و مادرش نیز در ورزش هندبال بود.

## پیشه
وی از سال ۱۹۷۴ تا ۱۹۸۶ برای باشگاه فوتبال گرون وایس براوایلر این باشگاه بازی می‌کرد که بعدها در همان باشگاه مربی-بازیکن نیز بود. پس از تکمیل آموزشهای مربیگری وی به عنوان اولین زن آلمانی موفق شد تا جواز مربیگری فدراسیون فوتبال آلمان را که معادل با جواز حرفه‌ای یوفا(the UEFA Pro license) است را در سال ۱۹۸۵ از بدست آورد.
در سال ۱۹۸۶ تینا به عنوان کمک مربی تیم ملی فوتبال زنان آلمان انتخاب شد و پس از آن در بازیهای المپیک ۱۹۹۶ آتلانتا و در تاریخ ۱ اوت ۱۹۹۶ به عنوان سرمربی جایگزین گرو بیزانتس شد.وی در مجموع دارای شش قهرمانی اروپا (سه تا به عنوان کمک مربی گرو بیسانز و سه تای دیگر با عنوان سرمربی تیم) و رساندن تیم به عنوان قهرمانی جام جهانی فوتبال زنان ۲۰۰۳ است. پس از قهرمانی در مسابقات زنان جام یوفا در سال ۲۰۰۵ وی از سمت مربیگری خود کناره گیری کرد و همان‌طور که از پیش اعلام شده بود این عنوان به کمک او زیلویا ناید رسید.